# Hermann Junack

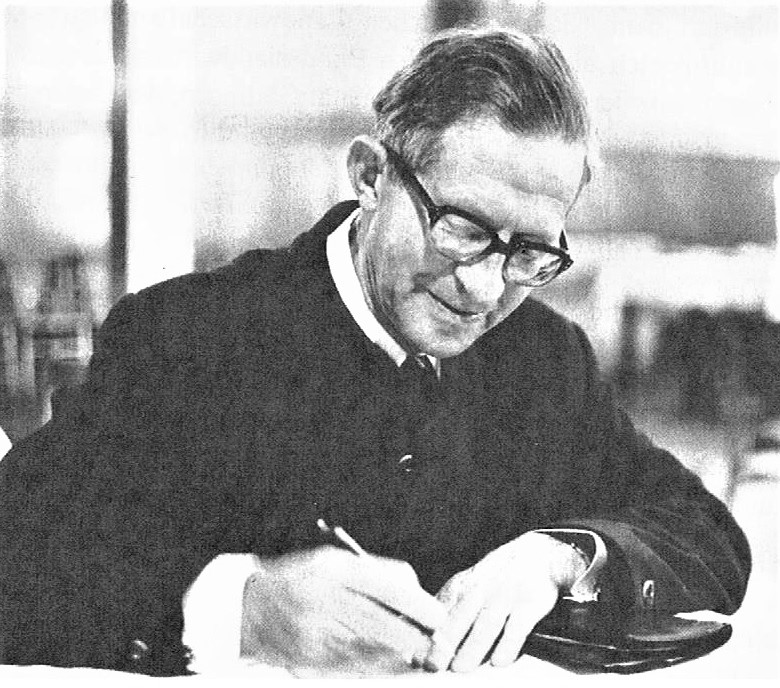
Hermann Junack (1942)

Hermann Rudolf Felix Junack (ur. 6 września 1912 w Świerklańcu, zm. 26 września 1992 w Gartow) – niemiecki leśniczy. Od 1941 do 1979 kierował prywatnym biurem leśnym Gartow w administracji hrabiego von Bernstorff i w tym czasie rozwinął las Gartow jako przykład „naturalnej gospodarki leśnej”.

## Życie

### Pochodzenie, rodzina i wykształcenie
Hermann Junack pochodził ze rodziny leśnej. Urodził się 6 września 1912 roku jako syn leśniczego Carla Junacka w Świerklańcu (niem. Neudeck) na Górnym Śląsku. Młodość spędził w Berlinie i Gartowie, gdzie jego ojciec początkowo pracował jako zarządca okręgu, a później jako szef administracji leśnej hrabiego von Bernstorff. W 1931 roku Hermann Junack zdał maturę w gimnazjum w Oranienburgu.
Następnie odbył roczny staż w Nadleśnictwie Chorin koło Eberswalde. W latach 1932-1936 studiował leśnictwo na Uniwersytecie Leśnym w Eberswalde i na Uniwersytecie w Berlinie oraz na Wydziale Leśnym Uniwersytetu Georga Augusta w Getyndze. W latach 1936-1941 kontynuował naukę jako stażysta leśny, którą przerwała służba wojskowa w latach 1936-1937.
W latach 1938-1939, za sprawą ojca Carla Junacka uzyskał praktyki w Ministerstwie ds. Zakładu Leśnego w Gartowie. Praca na tym obiekcie leśnym stała się podstawą jego późniejszej pracy w tym mieście. Doświadczenie, które zdobył już podczas normalnej pracy, dało mu czas na dogłębne studia historyczne w wieloletnich dokumentach firmy leśnej Gartower. Na tej podstawie, we współpracy z ojcem Carlem Junackiem, powstała obszerna historia lasu Gartow, która rejestruje historię każdego pojedynczego drzewostanu i jego użytkowania od 1897 roku, oceniając istniejące mapy, składowiska i plany kulturowe.
W połowie 1939 roku objął kierownictwo nadleśnictwa w miejscowości Hoyerswerda o powierzchni 10 000 ha. Następnie musiał odbyć służbę wojskową w latach 1939–1940 w związku z wybuchem II wojny światowej.
Po głównym egzaminie państwowym leśnym w kwietniu 1941 roku dołączył do ojca w służbie rodziny von Bernstorff w Gartow jako asesor leśny, zanim został powołany do wojska. Hermann Junack odniósł poważną ranę ręki, ramienia oraz barku i na początku listopada 1942 roku został zwolniony z frontu wschodniego w Rosji do Gartowa. Tam pracował wspólnie nad dalszym rozwojem gospodarki leśnej aż do śmierci ojca w 1943 roku. W wieku 31 lat musiał samodzielnie uporać się ze wszystkimi ważnymi problemami leśnymi tej ogromnej firmy.
Był żonaty z Liselotte Meta Junack (z domu Kindermann) (1917–2005). Z małżeństwa mieli czworo dzieci.

### Przejście na naturalną gospodarkę leśną
Na terenie leśnym Gartower Tannen początkowo stanął przed zadaniem usunięcia skutków listopadowej burzy w 1940 roku. Spowodowało to powstanie dużych luk w wielu starych drzewostanach sosnowych, w których obecnie w nieznanym dotąd stopniu odbywała się naturalna regeneracja tego gatunku drzewa. W 1943 roku Junack postanowił wykorzystać to ekonomicznie. Ale początkowo na pierwszy plan wysunęły się inne problemy operacyjne. Po zakończeniu drugiej wojny światowej wydział leśnictwa ucierpiał nie tylko z powodu reparacji ze strony aliantów, ale także z powodu pożarów lasów, a w latach 1946–1949 z powodu niszczycielskiego ataku ćmy sosnowej. Wszystko to spowodowało konieczność rozległego ponownego zalesiania. Aby złagodzić niedobory drewna opałowego w latach powojennych, Junack zalecał wycinkę pni sosnowych.
W 1950 roku Junack oderwał się od dotychczasowej grupy wiekowej lasów i przekształcił działalność leśną Gartower na zasady „naturalnej gospodarki leśnej”. Najwyższy priorytet miały kwestie zarządzania przedsiębiorstwem. Nowa koncepcja obejmowała nie tylko konsekwentne składowanie pozostałego zapasu i uprawę jednołodygową, ale przede wszystkim promocję odnowienia naturalnego, które stopniowo przekształciło się w drugą warstwę zapasów. W 1952 roku Junack zlecił inwentaryzację 80-letnich drzewostanów sosnowo-dębowych, stosując tzw. procedurę kontroli wartości opracowaną przez Hansa Jürgena von Arnswaldta. Na tej podstawie możliwe było wydobycie i wykorzystanie dużych zasobów drewna zgodnie z planem.
Tam, gdzie występowały luki w naturalnym odnowieniu sosny, Junack posadził daglezję, która w ten sposób stała się charakterystycznym gatunkiem drzew mieszanych w lesie Gartower. Do podjęcia tego kroku zachęciło go niewielkie występowanie starszych daglezji w lesie Gartower. Aby ułatwić sadzenie, zastosowano wydrążoną łopatę, za pomocą której można było niedrogo wbić do gruntu dwie sadzonki daglezji z gołym korzeniem oraz bele sosny. Ta wydrążona łopata została opracowana przez jego ojca, Carla Junacka i nadal jest używana w leśnictwie. Częściowo bardzo ubogie gleby lasu Gartower ograniczały leśnictwo przede wszystkim do sosny i daglezji jako przyjaznych naturze „drzew chlebowych”. Jednak tam, gdzie było to możliwe, Junack promował dąb także poprzez wysiew sójki. Brał także udział w szeregu eksperymentów z zapłodnieniem, które później oceniał.
Dzięki tym wszystkim środkom Hermann Junack naukowo przekształcił las Gartower w przykład „naturalnej gospodarki leśnej”. Celem było takie zarządzanie i wykorzystanie ekosystemu leśnego, aby przy jak najmniejszym długoterminowym wysiłku kontrolnym powstawały lasy stabilne ekologicznie, a jednocześnie produktywne ekonomicznie, poprzez dostosowywanie się do naturalnych procesów wzrostu i dynamiki rozwoju. Idea zrównoważonego rozwoju lasów była zawsze najwyższym priorytetem, a produkcję drewna postrzegano na równi ze znaczeniem lasu dla kultury regionalnej, zdrowia publicznego i kształtowania krajobrazu.

### „Jeleń junacki”

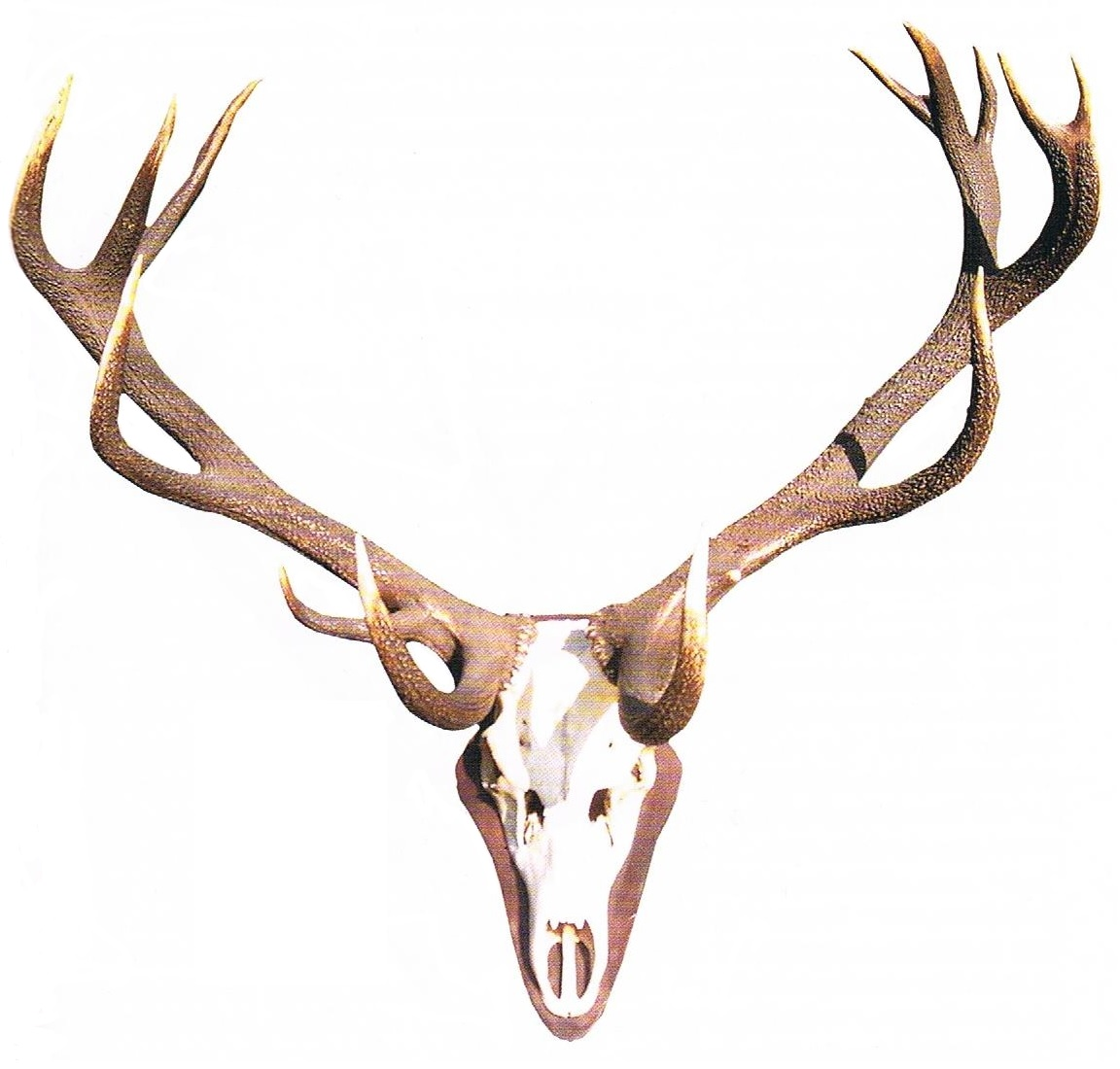
„Jeleń Junack” z 1959 r., widok z przodu

Legendarny „jeleń junacki” został upolowany w lasach Gräflich von Bernstorff 19 września 1959 r. przez dyrektora leśnego Hermanna Junacka. Trofeum składające się z 20 nieparzystych końcówek ważyło ponad 10 kilogramów poroża. Średnia długość słupka wynosi około 100 centymetrów, a obwód róż wynosi około 34 centymetry. Na Wystawie Światowej w Budapeszcie w 1971 r. poroże uzyskało 225,90 punktów międzynarodowych (złoty medal). Oznacza to, że jeleń ten pozostaje jednym z najsilniejszych jeleni niemieckich powojennych.

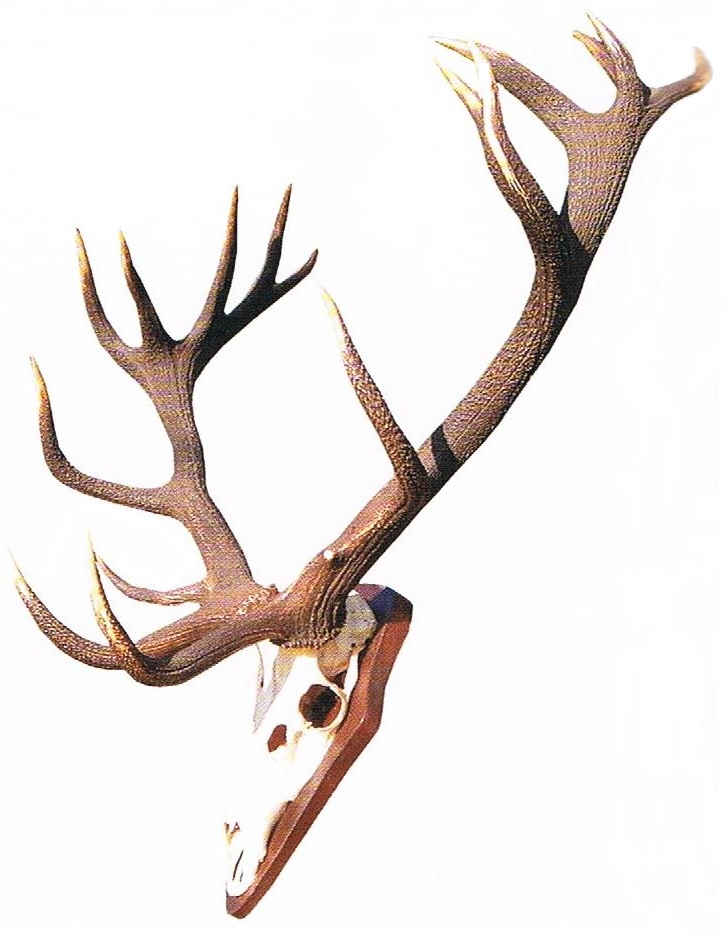
„Jeleń junacki” z 1959 r., widok z boku

### Współpraca z Uniwersytetem w Getyndze
Hermann Junack, który pełnił funkcję dyrektora prywatnego lasu, blisko współpracował z Wydziałem Leśnym Uniwersytetu w Getyndze, dla którego Biuro Leśnictwa Gartow było jedną z najważniejszych i najczęściej odwiedzanych wycieczek. Całe pokolenia studentów leśnictwa, a także zagranicznych naukowców poznawały tę firmę i zasady naturalnej gospodarki leśnej. Urząd Leśnictwa Gartow ze swoim zamkniętym kompleksem leśnym o powierzchni 5700 hektarów (stan na 2008 r.) oferował i nadal oferuje materiał do licznych prac dyplomowych i rozpraw doktorskich, był i często jest tematem prasy branżowej związanej z leśnictwem i dlatego jest znany daleko poza Dolną Saksonią i Niemcami.
Między innymi dlatego, że Hermann Junack publikował swoje doświadczenia i badania w czasopismach leśnych i przekazywał je w licznych wykładach. Zajmował się nie tylko zagadnieniami gospodarki leśnej, ale także historią leśnictwa i tematyką łowiecką. Do 1988 roku był kierownikiem łowiska zwierzyny Gartow-Lüchow, które powstało w 1978 roku. Junack pozostał bardzo aktywny nawet po przejściu na emeryturę w 1979 r.: pisząc rozprawę z zakresu hodowli lasu i historii leśnictwa pt. Wstępne etapy gospodarki leśnej w Gartowie aż do początku regulowanej gospodarki leśnej w okresie od 1678 do 1840 r., - 21 września 1989 r., w wieku 77 lat, uzyskał stopień doktora nauk leśnych (dr leśny). Junack był jak dotąd najstarszym doktorantem na wydziale leśnym uniwersytetu.
W 1968 roku Wydział Leśny Uniwersytetu w Getyndze przyznał mu Medal im. Heinricha Christiana Burckhardta za wzorowe i uzasadnione naukowo zarządzanie prywatnym lasem, a w 1971 roku otrzymał Nagrodę im. Wilhelma Leopolda Arrowa od Fundacji Alfreda Toepfera FVS. Prezydent Federalny uhonorował także całokształt twórczości Junacka w 1983 r., przyznając mu Federalny Krzyż Zasługi.
Junack zmarł 26 września 1992 r., kilka tygodni po swoich 80. urodzinach. Pochowany został w Gartowie.

## Nagrody
- 1965 – Otrzymał tytuł „Szeregowego Nadleśniczego ”
- 1967 – Srebrna odznaka za zasługi od Niemieckiego Stowarzyszenia Ochrony Łowiectwa
- 1968 – Medal im. Heinricha Christiana Burckhardta przyznany przez Wydział Leśny Uniwersytetu Georga Augusta w Getyndze
- 1971 - Nagroda im. Wilhelma Leopolda Arrowa od Fundacji Alfreda Toepfera FVS na rzecz leśnictwa naturalnego
- 1974 – Złota odznaka lojalnościowa od Niemieckiego Stowarzyszenia Ochrony Łowiectwa
- 1978 – Srebrny medal za zasługi od Krajowego Związku Łowieckiego Dolnej Saksonii
- 1979 – Odznaka Honorowa Związku Piłki Nożnej Dolnej Saksonii
- 1981 – Odznaka lojalnościowa za 50 lat członkostwa w Niemieckim Stowarzyszeniu Ochrony Łowiectwa
- 1982 – Złoty Medal Zasługi Państwowego Związku Łowieckiego Dolnej Saksonii
- 1983 – Federalny Krzyż Zasługi na Wstędze Orderu Zasługi Republiki Federalnej Niemiec
- 1988 – Honorowe członkostwo Związku Leśników Niemieckich Dolnej Saksonii
- 1989 – Uzyskał stopień doktora na Uniwersytecie Georga Augusta w Getyndze

## Uznanie
Kamień pamiątkowy wzniesiony w lesie Gartower upamiętnia Hermanna Junacka i jego ojca Carla Junacka. Kamień ten został wzniesiony w 2015 roku przez jego dzieci na cześć dwóch leśników w Lesie Gartower za zgodą rodziny von Bernstorff .

## Pisma i publikacje
- 1946: Geschichte des Gartower Waldes: Geschichte und Entwicklung des Gartower Waldes (Begleitvortrag)
- 1947: Der Wald in der Bodenreform. Bd. 2
- 1947: Die Kiefern-Stammrodung – Ein Mittel zur Linderung der Brennholznot und zur Schonung des deutschen Waldes. Forst- und Holzwirt, Bd. 2, H. 8
- 1948: Der Junack'sche Hohlspaten – ein bewährter Kulturhelfer. Forst- und Holzwirt. Bd. 2, H. 8
- 1948: Eilhard Wiedemann: „Die Kiefer 1948“. Nordd. Holzwirtschaft, Herford (Buchbesprechung)
- 1948: Zur Auswertung der Zapfenernte an Douglasie und Weymouths-Kiefer. Forst- und Holzwirt. Bd. 3. H. 22
- 1950: Die Ballenpflanzung im Forstamt Gartow, Forstarchiv Bd. 1–3
- 1950: Die Erfahrungen der letzten Jahrzehnte in der Waldbrandverhütung und Bekämpfung
- 1950: Vernebelungen gegen den Kiefernspinner im Forstamt Gartow durch die Fa. Gebr. Borchers – Goslar in den Jahren 1947–1949. Allgemeine Forstzeitschrift, H. 21
- 1952: Betrachtungen zur besten Pflanzzeit der Douglasie. Forst- und Holzwirt.
- 1952: Die Lage der westdeutschen Forstwirtschaft und Maßnahmen zu ihrer Verbesserung. Elbe-Ztg. v. 14. Januar 1952
- 1953: Erste Ergebnisse von Düngungsversuchen im Gräflich Bernstorffschen Forstamt Gartow. Forst- und Holzwirt, H. 10/11.
- 1954: Natürliche Helfer im Walde.
- 1954: Tod durch Winterfröste an ein- und zweijährigen Eichen. Forst- und Holzwirt, Seite 300.
- 1956: Die Bedeutung des Waldes im Wandel der Zeiten.
- 1956: Erfahrungen mit künstlicher Düngung im Walde auf Diluvialböden, Sonderdruck
- 1956: Soziale Probleme des Privatforstdienstes in Westdeutschland. Deutsche Forstwesen, Bd. 12.
- 1957: Prof. Dr. Adolf Olberg. Forst- und Holzwirt (Nachruf)
- 1958: Beiträge zum Problem der Kiefernnaturverjüngung. Forst- und Holzwirt, H. 10/11
- 1958: Möglichkeiten und Erfolgsaussichten der Kiefernwirtschaft im küstenfernen Diluvium Niedersachsens.
- 1959: Die gegenwärtige Lage des Privatforstdienstes.
- 1959: Gegenwartsprobleme des Privatwaldes in Schleswig-Holstein. Forst- und Holzwirt.
- 1959: s. a. Kieler Nachrichten Möglichkeiten und Erfolgsaussichten der Kiefernwirtschaft im küstenfernen Diluvium Niedersachsens. Fort- und Holzwirt, S. 78–80.
- 1960: Begegnungen mit dem Hirsch meines Lebens. Wild und Hund, H. 14.
- 1960: Der Einfluss von Bestandesalter und Bestandesbehandlung auf die Befruchtung der Douglas-Blüte, Forst- und Holzwirt, Bd. 5.
- 1960: Die Ballenpflanzung von Nadelhölzern. Forst- und Holzwirt, Bd. 4.
- 1960: Frohwüchsige Kulturen durch sachgemäße Forstdüngung. Hannover, Eigenverlag der Kali-Chemie.
- 1961: Ein Rotwildbestand im Spiegel der Zeitgeschichte. Wild und Hund, H. 24/25
- 1961: Ein erfolgreicher Düngungsversuch mit Algierphosphat. Forst- und Holzwirt, Bd. 18.
- 1961: Kann die chemische Unkrautbekämpfung unsere Nadelholzkulturen verbilligen? Forst- und Holzwirt, H. 5.
- 1962: Zur Ästung der Douglasie bei Schmuckreisiggewinnung. Forstarchiv, Bd. 4.
- 1963: Waldbauliche und betriebswirtschaftliche Gesichtspunkte – Für und Wider eines Ersatzes der Kiefer durch andere Holzarten. Forst- und Holzwirt, H. 19.
- 1964: Urbansky, A.; Junack, H.: Kulturbetrieb auf unübersichtlichen Kleinflächen. Forstarchiv, H. 5.
- 1966: Ergebnisse von Kulturdüngungsversuchen des Forstlichen Versuchsringes Niedersachsen. Aus dem Walde, H. 11, Hannover.
- 1969: Ein Privatforstamt ringt um seine Wirtschaftlichkeit. Forsttechnische Informationen, H. Nov.
- 1969: Was, wie und wieviel soll der Wald erzeugen? In Kurzfassung in DeFo veröffentlicht.
- 1970: Das Tagebuch des Carl Heinrich Samuel Schmidt 1826–1869. 2. Jahresheft Hannoversches Wendland.
- 1970: Vom Lüneburger Heidewald zum Lüneburger Hochwald. Forstarchiv. Forstlicher Dialog zwischen Prof. Hilf, H. Bühmann und H. Junack zum Thema: Die Douglasie als Hauptbaumart – Praktische Möglichkeiten und Aussichten einer Douglas-Kiefernwirtschaft.
- 1970: Vor- und Nachteile einer zweistufigen Kiefernwirtschaft. Allg. Forstzeitschrift.
- 1971: Erfahrungen und Ergebnisse bei der Forstdüngung in Niedersachsen.
- 1971: Probleme und Erkenntnisse aus langjähriger Praxis mit einer naturnahen Kiefernwirtschaft.
- 1976: Katastrophen im Gartower Wald in historischer Betrachtung. Veröffentlicht im 6. Jahresheft des heimatkundlichen Arbeitskreises Lü Dbg 1976/77.
- 1978: 50 Jahre Jagd in Prezelle.
- 1978: Die Entwicklung der Hochwildarten im Ostteil des Kreises Lüchow-Dannenberg vor und nach der Gründung des Hochwildringes Gartow-Lüchow. Veröffentlicht als „Wendlandpflege“ in Wild und Hund.
- 1979: Die deutsche Forstwirtschaft auf dem Wege einer naturgemäßen Waldwirtschaft.
- 1979: Waldgerechte Schalenwildhege im Kiefernrevier. AFZ, H. 17/18.
- 1979: Zielrichtung und Auswirkung der naturgemäßen Waldwirtschaft am Beispiel des Gräflich Bernstorffschen Forstamtes Gartow.
- 1980: Vorratspflege im zweischichtigen Kiefernwald. AFZ, H. 11.
- 1982: Abschussrichtlinien für Rot-, Dam- und Schwarzwild in Niedersachsen – aus der Sicht eines Hochwildringleiters. Der Niedersächsische Jäger.
- 1989: Die Vorstufen einer Waldwirtschaft in Gartow von 1687 bis 1840. Dissertation, 310 S., Forstwissenschaftlicher Fachbereich der Universität Göttingen.

## Literatura
- Zoltán Rozsnyay, Frank Kropp: Hermann Junack. W to. : Biografia leśnictwa Dolnej Saksonii. Wolumin źródłowy. Z lasu (1998): Wiadomości Zarządu Leśnictwa Państwowego Dolnej Saksonii (nr 51). Ministerstwo Żywności, Rolnictwa i Leśnictwa Dolnej Saksonii (MELF), Wolfenbüttel 1998. s. 249–252
- Gero Beckera: dr. Hermanna Junacka †. W: AFZ. Ogólny magazyn leśny dotyczący leśnictwa i ochrony środowiska. 47. rok, nr 25/1992, s. 1365, ISSN 0002-5860
- Andreas Graf von Bernstorff: dr. Hermann Junack, 80 lat. W: Las i drewno, 47. Rok, nr 17/1992, s. 548
- Jürgen Ebrecht: Hermann Junack. 1912 - 1992. W: Las trwały. Journal for Natural Forestry, tom 7, wydanie 12/1992, s. 58–59